# 張維城 (光緒進士)
張維城（?—?），陝西省西安府三原縣人，清朝政治人物、同進士出身。
光緒十八年（1892年），参加光緒壬辰科殿試，登進士三甲54名。同年五月，著交吏部掣签分发各省，以知县即用